# Подводные лодки типа RO-35
Подводные лодки типа RO-35 (яп. 呂三五型潜水艦), также известные как тип «K7» — серия японских дизель-электрических подводных лодок периода Второй мировой войны. Были разработаны на основе подводных лодок типа RO-100 и также предназначались для выполнения задач береговой обороны, но отличались значительно лучшей дальностью плавания и усиленным вооружением, что привело почти к двукратному росту водоизмещения. Была запланирована постройка 88 подводных лодок этого типа, однако реально в 1941—1944 годах были завершены лишь 18 из них, строительство остальных же было отменено в 1943 году в связи с большими потерями, которые несли средние подводные лодки в условиях Тихоокеанского театра военных действий. Подводные лодки типа RO-100 активно использовались в боях на Тихоокеанском ТВД и до конца войны и все были потеряны в бою, за исключением одной подлодки, пережившей войну и затопленной в 1946 году.

## Представители
| Заводской номер | Судоверфь                     | Дата закладки                 | Спуск на воду                 | Ввод в строй                  | Судьба |
| --------------- | ----------------------------- | ----------------------------- | ----------------------------- | ----------------------------- | --- |
| RO-35           | Мицубиси, Кобе                | октябрь 1941                  | 4 июня 1942                   | 31 марта 1943                 | потоплена эсминцем «Петтерсон» в районе Новых Гебрид, 25 августа 1943                                                     |
| RO-36           | Мицубиси, Кобе                |                               | 14 октября 1942               | 27 мая 1943                   | потоплена эсминцем «Мелвин» близ острова Сайпан, 13 июня 1944                                                             |
| RO-37           | Мицубиси, Кобе                |                               | 30 июня 1942                  | 30 июня 1943                  | потоплена эсминцем «Бученен» в районе Соломоновых островов, 22 января 1944                                                |
| RO-38           | Мицубиси, Кобе                |                               | 24 декабря 1942               | 24 июля 1943                  | потоплена эсминцем «Коттин» 24 ноября 1943                                                                                |
| RO-39           | верфь флота, Сасебо           |                               | 6 марта 1942                  | 12 сентября 1943              | потоплена эсминцем «Уокер» в районе атолла Вотье, 2 февраля 1944                                                          |
| RO-40           | Мицубиси, Кобе                |                               | 6 марта 1942                  | 28 сентября 1943              | потоплена эсминцем «Филпс» и тральщиком «Сейдж» близ атолла Кваджалейн, 16 февраля 1944                                   |
| RO-41           | Мицубиси, Кобе                |                               | 5 мая 1943                    | 26 ноября 1943                | потоплена эсминцем «Хэггард» в районе Окинавы, 23 марта 1945                                                              |
| RO-42           | верфь флота, Сасебо           |                               | 25 октября 1942               | 31 августа 1943               | потоплена эсминцем «Бэнгаст» у атолла Кваджалейн, 11 июня 1944                                                            |
| RO-43           | Мицубиси, Кобе                |                               | 5 июня 1943                   | 16 декабря 1943               | потоплена самолётом с авианосца «Анзио» близ острова Иво Джима, 26 февраля 1945                                           |
| RO-44           | Дзосенсё, Тамано              |                               | 1943                          | 13 сентября 1943              | потоплена эсминцем «Бёрден Р. Гастингс» в районе атолла Эниветок, 16 июня 1944                                            |
| RO-45           | Мицубиси, Кобе                |                               | 1943                          | 11 января 1944                | потоплена эсминцами «Макдонох», «Стифен Поттер» и самолётом с авианосца «Монтерей» в районе островов Чуук, 30 апреля 1944 |
| RO-46           | Мицубиси, Кобе                |                               | 1943                          | 11 февраля 1944               | потоплена подлодкой «Си Оул» у атолла Уэйк, 18 апреля 1945                                                                |
| RO-47           | верфь флота, Куре             |                               | 1943                          | 31 января 1944                | потоплена эсминцем «МакКой Рейнольдс» у Каролинских островов, 25 сентября 1944                                            |
| RO-48           | Мицубиси, Кобе                |                               | 1943                          | 31 марта 1944                 | предположительно потоплена эсминцем «Уильям С. Миллер» в районе острова Сайпан, 14 июля 1944                              |
| RO-49           | Дзосенсё, Тамано              |                               | 1943                          | 19 мая 1944                   | потоплена эсминцем «Хадсон» близ Окинавы, 5 апреля 1945                                                                   |
| RO-50           | Дзосенсё, Тамано              |                               | 1943                          | 31 июля 1944                  | сдалась в августе 1945 затоплена 1 апреля 1946                                                                            |
| RO-51 — RO-54   | верфь флота, Куре             |                               | строительство отменено в 1943 | строительство отменено в 1943 | строительство отменено в 1943                                                                                             |
| RO-55           | Дзосенсё, Тамано              |                               | 1944                          | 30 сентября 1944              | потоплена эсминцем «Томасон» у берегов Лузона, 7 февраля 1945                                                             |
| RO-56           | Дзосенсё, Тамано              |                               | 1944                          | 15 ноября 1944                | потоплена эсминцами «Монссин» и «Мерц» близ Окинавы, 9 апреля 1945                                                        |
| RO-70 — RO-74   | верфь флота, Куре             |                               | строительство отменено в 1943 | строительство отменено в 1943 | строительство отменено в 1943                                                                                             |
| RO-76 — RO-99   | верфь флота, Куре             |                               | строительство отменено в 1943 | строительство отменено в 1943 | строительство отменено в 1943                                                                                             |
| RO-200 — RO-227 | верфь флота, Куре             |                               | строительство отменено в 1943 | строительство отменено в 1943 | строительство отменено в 1943                                                                                             |
| № 715 — № 723   | строительство отменено в 1943 | строительство отменено в 1943 | строительство отменено в 1943 | строительство отменено в 1943 | строительство отменено в 1943                                                                                             |